# تنیس در المپیک تابستانی ۱۹۲۴
تنیس در بازی‌های المپیک تابستانی ۱۹۲۴ نام رویداد ورزش تنیس در بازی‌های المپیک تابستانی بود که در سال ۱۹۲۴ برگزار شد.

## جدول مدال‌ها
| رتبه  | کشور                      | طلا | نقره | برنز | مجموع |
| ۱     | ایالات متحده آمریکا (USA) | ۵   | ۱    | ۰    | ۶     |
| ۲     | فرانسه (FRA)              | ۰   | ۳    | ۱    | ۴     |
| ۳     | بریتانیای کبیر (GBR)      | ۰   | ۱    | ۲    | ۳     |
| ۴     | ایتالیا (ITA)             | ۰   | ۰    | ۱    | ۱     |
| ۴     | هلند (NED)                | ۰   | ۰    | ۱    | ۱     |
| مجموع | مجموع                     | ۵   | ۵    | ۵    | ۱۵    |